# Plectroglyphidodon randalli
Plectroglyphidodon randalli är en fiskart som beskrevs av Allen, 1991. Plectroglyphidodon randalli ingår i släktet Plectroglyphidodon och familjen Pomacentridae. Inga underarter finns listade i Catalogue of Life.